# Hampasänkegölen
Hampasänkegölen är en sjö i Eksjö kommun i Småland och ingår i Emåns huvudavrinningsområde. Sjön är 5 meter djup och har en yta på 0,0119 kvadratkilometer.